# Typhlocyba irenae
Typhlocyba irenae är en insektsart som beskrevs av Sharma 1984. Typhlocyba irenae ingår i släktet Typhlocyba och familjen dvärgstritar. Inga underarter finns listade i Catalogue of Life.